# 小笠原長貴
小笠原 長貴（おがさわら ながたか）は、越前勝山藩の第7代藩主。信嶺系小笠原家9代。

## 経歴
寛政5年（1793年）7月6日、第6代藩主・小笠原長教の長男として生まれる。寛政11年（1799年）に父が死去したため家督を継いだ。しかし家督相続の年に勝山城下で大火が起こり、享和3年（1803年）には江戸藩邸が火事で焼失する。文化8年（1811年）には天候不順が原因で凶作となり、領内で打ちこわし（大杉沢騒動）が起こった。文化11年（1814年）には百姓一揆が起こり、天保期には天保の大飢饉で大被害を受け、それが原因で天保7年（1836年）に打ちこわしが起こっているなど、藩政は多難続きであり、藩財政は悪化した。
文化13年（1816年）7月から12月まで奏者番を務め、文政12年（1829年）から天保11年（1840年）まで若年寄を務めるなど、要職を歴任している。天保11年（1840年）3月8日に死去した。享年48。跡を六男の長守が継いだ。

## 系譜

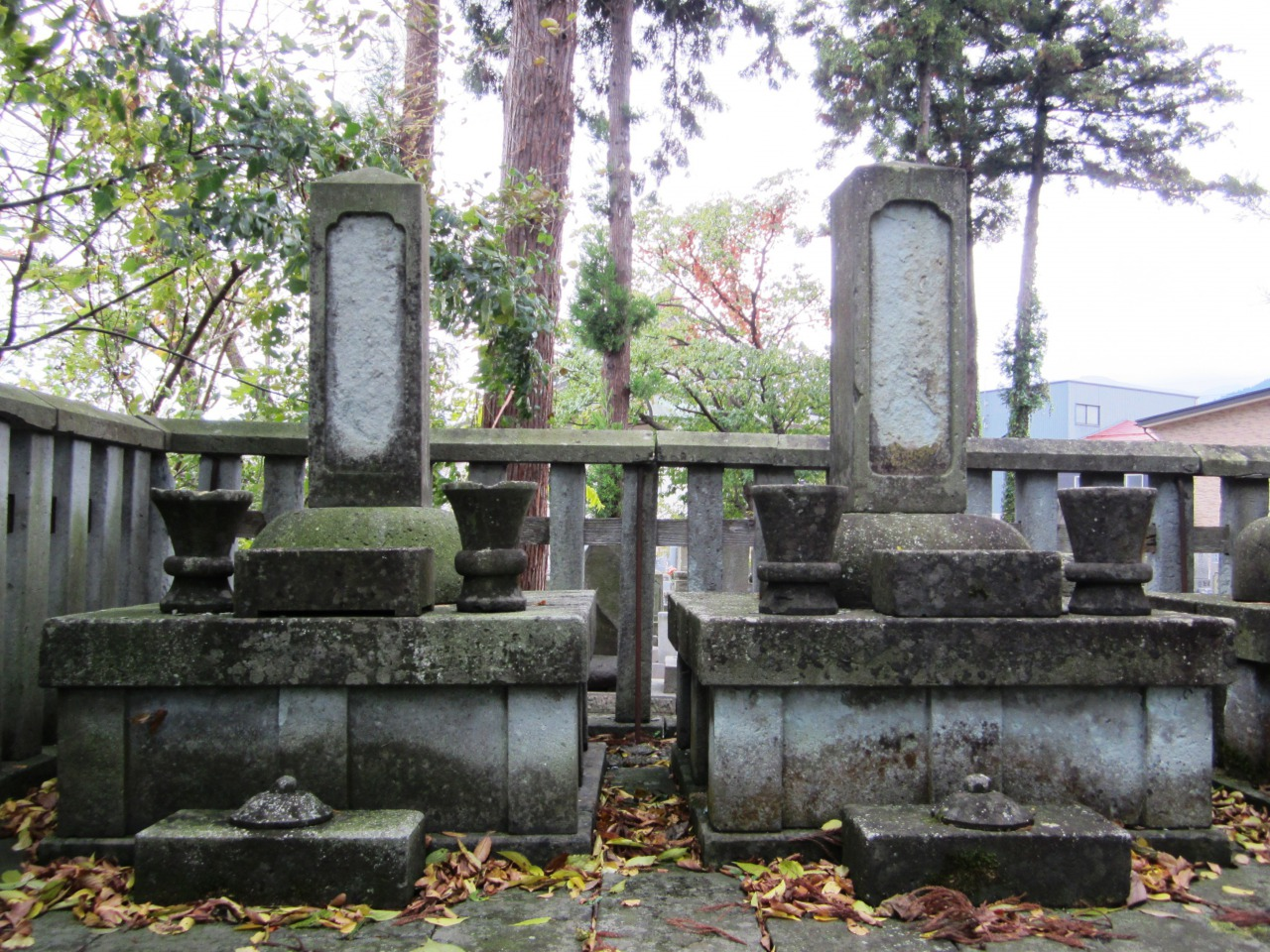
開善寺の墓（左）。右は貞信の墓。

父母
- 小笠原長教（父）
- 充 ー 中川久貞の娘（母）

正室
- 妙 ー 酒井忠道の娘

子女
- 小笠原貴富
- 小笠原長保
- 小笠原長満
- 川勝広運（五男）生母は妙（正室）
- 小笠原長守（六男）生母は妙（正室）
- 森長国正室
- 屋代忠規正室